# Johann Jakob Stamm (Theologe)
Johann Jakob Stamm (* 11. September 1910 in Basel; † 3. November 1993 in Wabern bei Bern) war ein Schweizer evangelisch-reformierter Theologe.

## Leben
Johann Jakob Stamm studierte Theologie in Basel, Neuenburg NE und Marburg und Assyriologie in Leipzig. Nach der Promotion zum Dr. phil. 1939 in Leipzig bei Benno Landsberger und der Promotion zum Dr. theol. 1940 in Basel bei Walter Baumgartner ab 1941 war er in Basel Lektor für Hebräisch. Er wechselte 1949 auf ein vollamtliches Extraordinariat für „Altes Testament und Allgemeine Religionsgeschichte“ an die Ev.theol. Fakultät Bern über (ordentlicher Professor 1950, Emeritierung 1976).

## Schriften (Auswahl)
- Das Leiden des Unschuldigen in Babylon und Israel. Zürich 1946, OCLC 4855974.
- Die Gottebenbildlichkeit des Menschen im Alten Testament. Zollikon 1959, OCLC 935848567.
- Der Staat Israel und die Landverheißungen der Bibel. Zürich 1961, OCLC 13077770.
- Der Dekalog im Lichte der neueren Forschung. Bern 1962, OCLC 906114713.